# Anbasa ibn Suhaym al-Kalbi
Anbasa ibn Suhaym al-Kalbi pertenecía a la etnia Kalbí y fue el séptimo valí de al-Ándalus del 722 al 726.Designado por el gobernador de Ifriquía, destacó como hábil general y buen administrador. Durante su gobierno enfrentó las disputas tribales de las distintas etnias y grupos en al-Ándalus y mantuvo las incursiones sarracenas en Francia. Su muerte (725 o 726) dejó un vacío de poder que llevó a nuevas disputas intestinas y el nombramiento de seis nuevos valíes en cinco años.

## Gobierno
Nombrado en agosto de 722 como sucesor de Abd ar-Rahman ibn Abd Allah al-Gafiqi, durante tres años seguidos envió expediciones a Septimania, alguna bajo la dirección del propio Abderramán Al Gafiki, pero no consiguió someter Carcasona o Nimes ya que los soldados solo se preocupaban del botín y conquistar una ciudad amurallada requería esfuerzos y sacrificios.
Desde su nombramiento, Anbasa dobló los impuestos a los cristianos y ordenó confiscaciones a los judíos, lo que provocó el descontento e incluso algunas revueltas. Durante este mandato, la historiografía tradicional ubica la sublevación de Pelayo y su escape a la montaña (Picos de Europa) junto a un grupo de fieles. Allí habría dirigido una emboscada y posteriormente vencido a una patrulla sarracena  que le perseguía. Conocida posteriormente como la Batalla de Covadonga, este suceso fue narrado sin mucho detalle por las crónicas árabes y por el contrario fue realzado como un enfrentamiento épico e iniciador de la Reconquista por los cronistas cristianos.
El duque Pedro de Cantabria, que seguramente gobernaba la región como vasallo, también se unió a la revuelta. Al año siguiente, el 723, se sublevaron los vascos y en el 724 la región de Aragón.
En esa época había también conflictos políticos derivados de la muerte del califa Yazid II y la sucesión de su hermano Hisham I. Finalmente, en 725 Anbasa asumió personalmente el mando y, partiendo de Narbona, se dirigió a Carcasona y consiguió rendirla. Anbasa se dirigió entonces al otro extremo de Septimania y sometió Nimes. Miles de refugiados hispanos pasaron al reino de los francos.
En 726, Anbasa volvió a atacar Francia pero murió en combate. Le sucedió Udhra ibn Abd Allah al-Fihri quien, por orden del propio califa, reconoció las injusticias de Anbasa en relación con la recaudación de impuestos y a las confiscaciones. Retornó a la situación anterior al 722, devolviendo incluso aquello percibido o confiscado de forma indebida.
Es bajo  el mandato de 'Anbasa  en el  104 H cuando se acuñan  por primera vez dirhams en al-Ándalus.  